# J. B. Pritzker
Jay Robert "J. B." Pritzker (nacido el 19 de enero de 1965) es un capitalista de riesgo estadounidense, emprendedor, filántropo y político. Actualmente es propietario de una empresa privada con sede en Chicago y socio gerente y cofundador del Grupo Pritzker. Es miembro de la familia Pritzker, conocido en los negocios de la cadena hotelera Hyatt, y tiene un patrimonio neto personal estimado de $ 3,5 mil millones. Resultó electo como candidato del Partido Demócrata para Gobernador de Illinois en las elecciones de 2018. Fue investido el 14 de enero de 2019.  Fue reelegido en noviembre de 2022 para un segundo mandato. Su segunda juramentación ocurrió el 9 de enero de 2023. Antes de ser gobernador, fue empresario y filántropo. Pertenece a la familia Pritzker, propietaria de la cadena de hoteles Hyatt. 
Durante su gestión, ha promovido el aumento del salario mínimo en Ilinois. También ha trabajado en la expansión del acceso a la salud pública. Su gobierno ha impulsado la legalización de la marihuana recreativa en el estado. Además, ha apoyado reformas en el sistema judicial y penal. Ha enfrentado desafíos como la pandemia de Covid-19. Ha propuesto planes para aumentar la inversión en educación. Pritzker es una figura influyente en la política de lllinois.